# Internationella federationen för information och dokumentation
Internationella federationen för information och dokumentation (franska Fédération internationale d’information et de documentation, engelska International Federation of Information and Documentation) var en organisation för att främja enhetlig bibliografisk klassifikation. Organisationen grundades 1895 som L’Office international de bibliographie, snart ändrat till Institut international de bibliographie (IIB). År 1937 ändrades namnet till Fédération internationale de documentation (FID) och 1986 till Fédération Internationale d'information et de documentation. Verksamheten upphörde 2002. Organisationen publicerade Universella decimalklassifikationen.